# Leszczydół-Podwielątki

Leszczydół-Podwielątki (prononciation : [lɛʂˈt͡ʂɨduu̯ pɔdvjɛˈlɔntki]) est un village polonais de la gmina de Wyszków dans le powiat de Wyszków de la voïvodie de Mazovie dans le centre-est de la Pologne.

## Histoire
Jusqu'en 1975, il faisait partie du territoire de la Voïvodie de Varsovie, puis de 1975 à 1998, de celui de la Voïvodie d'Ostrołęka